# موسى ندياي (لاعب كرة قدم مواليد 2002)
موسى ندياي (مواليد 18 يونيو 2002) هو لاعب كرة قدم سنغالي يلعب في مركز المدافع في نادي رويال أندرلخت.

## روابط خارجية
- موسى ندياي (لاعب كرة قدم مواليد 2002) على موقع قاعدة بيانات كرة القدم.إي يو (الإنجليزية)
- موسى ندياي (لاعب كرة قدم مواليد 2002) على موقع قاعدة بيانات كرة القدم.إي يو (الإنجليزية)
- موسى ندياي (لاعب كرة قدم مواليد 2002) على موقع Soccerway.com (الإنجليزية)
- موسى ندياي (لاعب كرة قدم مواليد 2002) على موقع عالم كرة القدم.نت (الإنجليزية)